# 拉塞爾鎮區 (密蘇里州康登縣)
拉塞爾鎮區（英語：Russell Township）是位於美國密蘇里州康登縣的一個行政鎮區。

## 地方資料
拉塞爾鎮區的面積為369.92平方千米，當中陸地面積為365.73平方千米，而水域面積為4.19平方千米。根據2020年美國人口普查的數據，當地共有人口3963人，而人口密度為每平方千米10.71人。